# Károly Beregfy
Károly Beregfy (Crvenka, 12 febbraio 1888 – Budapest, 12 marzo 1946) è stato un militare e politico ungherese, ministro della difesa durante il governo del Partito delle Croci Frecciate tra il 1944 e il 1945.
Nacque come Károly Berger a Cservenka (Crvenka). Combatté nella prima guerra mondiale, durante la quale rimase gravemente ferito. Poi si unì all'Armata Rossa Ungherese. Tra il  1939 e il  1941 fu comandante dell'Accademia Militare Reale.
Combatté nella seconda guerra mondiale dal 1941 in qualità di comandante del VI battaglione e poi comandò la Terza e la Prima Armata. Nell'aprile 1944 fu sconfitto brutalmente dall'Armata Rossa. La commissione che esaminò le ragioni della sua sconfitta stablì che si trattò di una responsabilità personale di Beregfy, così fu congedato dal servizio sul campo.
Simpatizzò fin dall'inizio per il Partito delle Croci Frecciate, ma non poté mai iscrivercisi poiché secondo le regole dell'Esercito Ungherese i membri di un partito  politico non potevano essere ufficiali. Dopo l'operazione Margarethe il leader delle Croci Frecciate Ferenc Szàlasi lo notò e gli chiese di appoggiarlo in un colpo di stato in caso Miklós Horthy tentasse di negoziare una resa. Dopo il colpo di stato delle Croci Frecciate (15 e 16 ottobre 1944) il nuovo primo ministro Szálasi nominò Beregfy ministro della difesa. Ottenne anche il ruolo di capo del personale militare. Beregfy dichiarò l'Ungheria un'area di manovra il 30 ottobre e destinò ogni uomo e risorsa economica disponibile alla guerra.
Il 30 aprile 1945 fu catturato dall'esercito americano. Giudicato davanti al tribunale del popolo negò le sue colpe per tutto il processo. La corte non accettò le sue argomentazioni (Beregfy parlò di disabilità e costrizione) e lo condannò a morte. Fu impiccato il 12 marzo 1946, insieme a Ferenc Szálasi, Gábor Vajna, ex ministro dell'interno nel governo delle Croci Frecciate e József Gera, un ideologista ungarista.